# T/S Astrid
T/S Astrid byggdes 1918 i Scheveningen, Nederländerna, som loggert, seglande lastfartyg med stålskrov under namnet "Wuta". Den såldes till Sverige 1937 och seglade i Östersjön fram till mitten av sjuttiotalet under namnet Astrid. En period av tvivelaktig handel under den libanesiska flaggan följde, tills en brand förstörde skeppet och hon hittades utanför den engelska kusten 1984. Hennes starka skrov överlevde, och hon räddades av två brittiska ex-sjöofficerare, som använde henne som ett segelskolskepp. Hon ombyggdes till brigg och gjorde Atlantkryssningar. 1998 var Astrid tillbaka i Nederländerna där hon en gång byggdes, hon totalrenoverades och utrustades som ett lyxsegelfartyg år 2000.

## Historik

### Förlisningen
T/S Astrid (kapten Pieter de Kam) råkade den 7 juli 2013 i sjönöd efter motorhaveri, hon gick på grund och sjönk utanför Cork, Oysterhaven, Irland. 23 passagerare och 7 besättningsmedlemmar evakuerades från fartyget som sjönk.

## Intressanta fakta
- T/S Astrid finns på Finländsk frimärke från 1996[4]
- De flesta svenska medier sammanblandade[5] T/S Astrid med den svenskbyggda loggerten Astrid, byggd i Timmernabben, Småland, år 1921 [6].